# Таня Йосифова
Таня Николова Йосифова е български юрист и университетски преподавател - професор по Гражданско и търговско право. От март 2019 г. е заместник-председател и член на Централната избирателна комисия, а от 6 април 2022 г. е председател на Арбитражния съд към Българската стопанска камара 

## Биография
Таня Йосифова е родена на 8 март 1975 г. в семейство на юристи. Неин баща е Никола Йосифов - професор по трудово и осигурително право. През 1998 г. се дипломира в специалност право в Юридическия факултет на Софийския университет. Съдебен кандидат е през 1999 г. в Софийски окръжен съд. През 2005 г. защитава докторска дисертация в УНСС на тема „Мнимо представителство“ и придобива докторска степен по право. Хабилитира се като доцент по Гражданско и семейно право в същия университет през 2008 г. От началото на 2021 г. придобива академичната титла „професор“. Била е ръководител на катедра „Частноправни науки“ на Юридическия факултет при УНСС.
На 20 март 2019 г. е избрана за зам.-председател и член на Централната избирателна комисия,  като кандидатурата ѝ е издигната от Обединени патриоти.
Автор на няколко монографии в областта на частното право, помагало-казуси по облигационно право (в съавторство с проф. Златка Сукарева), съавтор е на учебник по Основи на правото. Автор е на учебник по облигационно право, както и на над 30 статии в областта на гражданското и търговското право, както и на научни доклади. Специализира в Юридическия факултет на Университета в Берген, Норвегия (2003 – 2004), Университета в Залцбург, Австрия (2005) и в Орхус, Дания (2007 г.).
Таня Йосифова е арбитър в Арбитражния съд при Българска стопанска камара, както и практикуващ адвокат към Софийската адвокатска колегия. Освек като част от академичния състав на катедра „Частноправни науки“ на Юридическия факултет на УНСС, тя преподава правни дисциплини и в други университети.
Владее английски, френски и руски език.